# Tilgung (Geldverkehr)
Tilgung nennt man im Finanzwesen die planmäßige oder außerplanmäßige Rückzahlung von Schulden.

## Allgemeines
Tilgungen kommen bei allen Arten von Geldforderungen vor, insbesondere bei Krediten, Darlehen oder Anleihen und gehören zu den wichtigsten Kreditbedingungen oder Anleihebedingungen. Während sie beim Gläubiger für eine Erhöhung der Liquidität sorgen, führen sie beim Schuldner zu einer Liquiditätsbelastung. Deshalb ist es erforderlich, die Höhe der Tilgung an der künftigen Einnahmeentwicklung des Schuldners zu orientieren und durch entsprechende Tilgungsvereinbarungen im Kreditvertrag abzusichern. Geringe Tilgungen bewirken eine höhere Zinslast und eine längere Kreditlaufzeit. Überhöhte Tilgungsvereinbarungen können wegen der Liquiditätsbelastung das Kreditrisiko des Schuldners erhöhen und insbesondere bei rückläufigen Einkünften (etwa durch Arbeitslosigkeit) zur Schuldenfalle beitragen.

## Rechtsfragen
Tilgung ist im Rechtssinne eine Erfüllung nach § 362 ff. BGB, sodass diese Bestimmungen auch auf die Tilgung anzuwenden sind. In § 362 Abs. 1 BGB wird lapidar erklärt, dass ein Schuldverhältnis erlischt, wenn die geschuldete Leistung an den Gläubiger bewirkt wird. Die Bestimmung lässt offen, durch wen die geschuldete Leistung zu erbringen ist. In der Regel wird dies der Schuldner sein, doch ist auch jeder Dritte (Freunde, Verwandte, Ehegatten; bei Firmen deren Gesellschafter) berechtigt, für den Schuldner schuldbefreiend zu tilgen. Demnach kann es dem Gläubiger gleichgültig sein, wer seine Forderung zurückzahlt. Hat der Schuldner gleich mehrere Schuldverhältnisse mit demselben Gläubiger, so ist in § 366 Abs. 2 BGB eine Tilgungsbestimmung vorgesehen. Sind neben der Tilgung auch Kosten und Zinsen zu entrichten, so verlangt § 367 Abs. 1 BGB zunächst eine Anrechnung auf die Kosten, dann die Zinsen und dann erst auf die Schuld. Der Schuldner hat die Tilgung am Leistungsort zu bewirken und kann für seine Tilgungen nach § 368 BGB eine schriftliche Quittung verlangen.
Da regelmäßig Geldschulden getilgt werden, ist auch § 270 BGB anzuwenden. Danach hat der Schuldner die Tilgung auf seine Gefahr und seine Kosten dem Gläubiger an dessen Wohn- oder Geschäftssitz zu erbringen (§ 270 Abs. 1 BGB). Diese Vorschrift über den Zahlungsort macht die Geldschuld jedoch nicht zu einer Bringschuld, sondern, weil der Leistungsort weiterhin beim Schuldner liegt, zu einer „qualifizierten Schickschuld“. Der Schuldner trägt demnach auch die bei seiner Tilgungsleistung auftretenden Gefahren. Dazu gehören insbesondere Fehlausführungen, die sich aus einer Banküberweisung ergeben können und die Verlustgefahr, nach der der Schuldner von seiner Leistungspflicht erst befreit wird, wenn der Tilgungsbetrag beim Gläubiger eingegangen ist. Der Schuldner muss also nochmals zahlen, wenn ein Tilgungsbetrag nicht beim Gläubiger ankommt. Der Gefahrenübergang auf den Gläubiger erfolgt mithin erst, wenn der Tilgungsbetrag auf dessen Konto gutgeschrieben wurde. Verzögerungen bei der Überweisung einer Tilgung hingegen werden von § 270 Abs. 1 BGB nicht erfasst. Hat nämlich der Schuldner das seinerseits zur rechtzeitigen Tilgung Erforderliche getan, trägt der Gläubiger das Risiko des verspäteten Zahlungseingangs.
Während im Kaufvertragsrecht Teilzahlungen des Käufers nicht zulässig sind, sieht das Darlehensrecht ausdrücklich die Möglichkeit von Teilzahlungen vor. Das Gesetz spricht von einem „Darlehen, das in Teilzahlungen zu tilgen ist“ (§ 498 BGB). Die Vorschriften für Verbraucherkredite gelten nach § 506 Abs. 1 BGB auch für Teilzahlungsgeschäfte. Unpünktliche, ganz oder teilweise ausbleibende Tilgungen führen zum Schuldnerverzug. Dieser tritt nach § 286 Abs. 2 Nr. 1 BGB automatisch ein, weil die Ratenzahlung nach dem Kalender bestimmt ist. Der Kreditgeber darf den Kredit kündigen, wenn der Kreditnehmer ganz oder teilweise mit zwei aufeinander folgenden Tilgungsraten in Verzug ist (§ 498 Nr. 1 BGB) und den ausstehenden Betrag nicht innerhalb von 14 Tagen nach Mahnung beglichen hat (§ 498 Nr. 2 BGB). Dieses Kündigungsrecht des Kreditgebers gilt nur, wenn die zwei aufeinander folgenden Teilzahlungen mindestens 10 % (bei einer Kreditlaufzeit von bis zu drei Jahren) oder mindestens 5 % (bei einer Kreditlaufzeit von mehr als drei Jahren) des Darlehensbetrags erreichen.

## Tilgungsformen
Als Tilgungsformen unterscheidet man:
- Regelmäßige Tilgungen sind die auf der Grundlage eines Tilgungsplans vorgenommenen, zu bestimmten Zeitpunkten und in bestimmter Höhe über die Kreditlaufzeit zeitanteilig („pro rata temporis“) verteilten Rückzahlungen. Hierzu gehören
  - Ratenkredit: hier sind die Tilgungsraten gleich hoch, während der Zinsaufwand und damit die Annuität tilgungsbedingt sinken;
  - Annuitätendarlehen: hier umfasst die regelmäßige und gleich hohe Annuität sowohl einen Tilgungs- als auch einen Zinsanteil, wobei letzterer zugunsten des Tilgungsanteils geringer wird;
  - endfälliger Kredit: Die Tilgung erfolgt in einer Summe am Fälligkeitstag.

Kreditarten mit regelmäßiger Tilgung sind insbesondere Konsumkredit, Immobilienfinanzierung, Hypothekendarlehen und Investitionskredit.
- Unregelmäßigen Tilgungen liegt kein Tilgungsplan zugrunde. Hierzu gehören folgende Kreditarten:
  - Kontokorrentkredit: Der Gesamtkredit kann ganz oder teilweise jederzeit ohne Rücksprache mit der Bank (vorläufig) getilgt werden und lebt in Höhe der Tilgung bis zur Kreditfälligkeit wieder auf;
  - Dispositionskredit: Auch hier kann der Gesamtkredit ganz oder teilweise jederzeit ohne Rücksprache mit der Bank (vorläufig) getilgt werden und lebt in Höhe der Tilgung bis zur Kreditfälligkeit wieder auf;
  - Lombardkredit: Vorläufige Tilgungen sind auch hierbei möglich, die Kreditlinie steht bis zu ihrer Fälligkeit zur Verfügung;
  - revolvierender Kredit und Stand-by-Kredit: Sie sind die im internationalen Kreditverkehr vorkommenden Varianten des Kontokorrentkredits mit der Ausnahme, dass keine Bankguthaben entstehen dürfen.
- Eine Sonderform ist der Ballonkredit, dem zwar ein Tilgungsplan zugrunde liegt, der jedoch keine konstanten Tilgungsraten vorsieht. Die höchste Tilgungsrate ist zum Ende der Kreditlaufzeit fällig („Ballon“), diese Restschuld entspricht wie der Restwert beim Leasing dem erwarteten Verkehrswert des finanzierten Personenkraftwagens.

Während bei Ratenkrediten die zusätzlich fällig werdenden Zinszahlungen nicht berücksichtigt werden, stehen sie bei der Annuitätentilgung in einem mathematischen Verhältnis zur Tilgung. Da bei der Annuitätentilgung der sich aus Zins- und Tilgungsanteil zusammensetzende Annuitätenbetrag immer gleich bleibt, erhöht sich der Tilgungsanteil in dem Maße wie sich der Zinsanteil verringert.
Planmäßige Tilgungen liegen vor, wenn die Tilgungen genau aufgrund eines Tilgungsplans erfolgen, außerplanmäßige Tilgungen sind im Tilgungsplan nicht vorgesehen und deshalb nicht statthaft. Bei Anleihen ist im Regelfall in den Anleihebedingungen die endfällige Tilgung vorgesehen, bei Tilgungsanleihen findet eine Tilgung von Tranchen, Serien oder Reihen durch Auslosung (planmäßig) statt.
Bei langfristigen Krediten (Investitionskredite, Immobilienfinanzierungen) und Anleihen nennt man die Tilgung auch Amortisation. Typisch für einige Kreditarten wie beim Kontokorrentkredit, Dispositionskredit und revolvierenden Kredit ist, dass zwischenzeitliche Rückzahlungen nicht zur endgültigen Tilgung führen sollen, sondern nur zur vorübergehenden Anlage dienen.
Ansparleistungen von Kapitallebensversicherungen, Rentenversicherungen oder Bausparverträgen werden als Tilgungssurrogate oder Tilgungsersatz bezeichnet und müssen in einigen Fällen wirtschaftlich zur Tilgung hinzugerechnet werden (siehe Kapitaldienstfähigkeit).

## Tilgungsstreckung
Bei der Tilgungsstreckung handelt es sich nicht – wie der Begriff nahelegt – um die Aussetzung einer Tilgung. Vielmehr gibt es die Möglichkeit einer Tilgungsstreckung im Bankwesen bei Darlehen, die ursprünglich unter Einbehalt eines Disagios ausgezahlt wurden. Die Tilgungsstreckung ermöglicht die Auszahlung auch des Disagios, sodass der gesamte Darlehensbetrag dem Kreditnehmer zur Verfügung gestellt werden kann. Banktechnisch werden dem Kreditnehmer dabei zwei Darlehen eingeräumt, nämlich das Hauptdarlehen und das Tilgungsstreckungsdarlehen in Höhe des Disagios. Spätere Tilgungsleistungen werden zunächst auf das Streckungsdarlehen angerechnet, bevor die planmäßige Tilgung des Hauptdarlehens einsetzt. In der Regel hat die Tilgung des zusätzlich gewährten Streckungsdarlehens eine Verlängerung der Laufzeit des Hauptdarlehens zur Folge – dessen Laufzeit wird „gestreckt“.

## Tilgungsstörungen
Bleiben vertraglich vereinbarte Tilgungen ganz oder teilweise aus, kommt es zu Leistungsstörungen durch Schuldnerverzug. Die ganze oder teilweise Nichtzahlung von Tilgungen stellt ein Kreditereignis dar. Für diesen Fall sind in Kreditverträgen in der Regel Kündigungsregelungen (Default-Klausel) vorgesehen, nach denen der Gläubiger das Recht hat, den Kredit durch Kreditkündigung zur sofortigen Rückzahlung fällig zu stellen. So genannte Cross-Default-Klauseln verhindern, dass der Schuldner einseitig die Tilgungsrangfolge ändert, wenn er bei mehreren Gläubigern Schulden aufgenommen hat und er nicht alle fälligen Tilgungsleistungen aufbringen kann.
Abhilfe bei Tilgungsstörungen schafft die Aussetzung der Tilgung durch Stundung. Eine neue Tilgungsvereinbarung kann dabei sowohl die Tilgungszeiträume verlängern als auch die Tilgungsbeträge vermindern. Beide Maßnahmen führen zu einer Verlängerung der Kreditlaufzeit und zu einer Erhöhung der Zinslast. Im Falle von Schuldenerlassen bei Staaten wird bei diesen Maßnahmen von Restrukturierung gesprochen.

## Sonstiges
Wird die Tilgung nicht aus den laufenden Einnahmen des Schuldners bestritten, sondern aus spezifischen Tilgungsprodukten, so werden Tilgungsträger eingesetzt.